# Jelena Anatoljewna Panfilowa

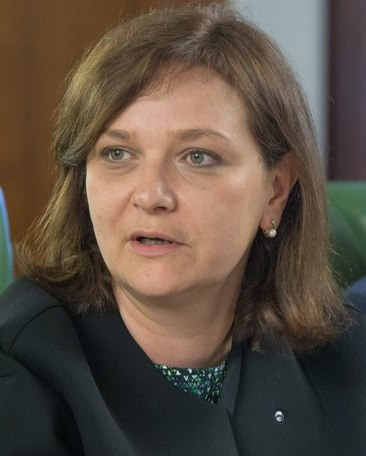
Jelena Anatoljewna Panfilowa (2015)

Jelena Anatoljewna Panfilowa, geboren Jefrosinina, (russisch Елена Анатольевна Панфилова, урожд. Ефросинина; * 18. Dezember 1967 in Moskau) ist eine sowjetische bzw. russische Politologin und Hochschullehrerin.

## Leben
Nach dem Schulabschluss 1984 folgte das Studium an der Lomonossow-Universität Moskau (MGU) in der Historischen Fakultät, das Panfilowa mit ihrer Diplomarbeit über den Widerstand gegen den Faschismus 1989 abschloss. Darauf arbeitete sie als wissenschaftliche Mitarbeiterin im Institut für unabhängige Sozialstudien.
Ab 1992 studierte Panfilowa an der Diplomatie-Akademie des russischen Außenministeriums in der Politologie-Fakultät mit Spezialisierung auf internationale Beziehungen mit Abschluss 1997. In ihrer Diplomarbeit behandelte sie Fragen des Terrors des Staates gegen die Menschen und der Menschen gegen die Staatsorgane.
Daneben war Panfilowa 1994–1997 Assistentin des Leiters eines Programms des Center for Institutional Reform and the Informal Sector (IRIS center) der University of Maryland, einem gemeinsamen Projekt der USAID und des Moskauer Gaidar-Instituts für Politökonomie.
Von 1997 bis 2000 bereitete sich Panfilowa am Lehrstuhl für Politologie der Diplomatie-Akademie auf die Promotion zur Kandidatin der politischen Wissenschaften vor. Sie war 1997–1998 Gastwissenschaftlerin im Middlebury Institute of International Studies at Monterey. Sie veröffentlichte Kolumnen über die moderne Demokratie destabilisierende Elemente wie Terrorismus, nationale Konflikte und Korruption. Sie war 1999–2000 Expertin und Leiterin eines Programms der Organisation für wirtschaftliche Zusammenarbeit und Entwicklung (OECD) in Paris.
Panfilowa gründete 1999 das Zentrum Transparency International Rossija (TI-R) als russischen Ableger der Antikorruptionsorganisation Transparency International (TI), dessen Generaldirektorin sie bis 2014 war. Von 2011 bis 2017 gehörte sie zur Geschäftsführung der globalen Organisation TI und war von 2014 bis 2017 deren Vizepräsidentin. Im Februar 2017 wurde sie TI-Exekutivdirektorin, aber noch im selben Jahr gab sie dieses Amt auf. Seit 2019 ist sie Präsidentin des TI-R-Rats.
Von 2009 bis 2012 war Panfilowa Mitglied des Rats für die Entwicklung von Instituten der Bürgergesellschaft und für Menschenrechte beim Präsidenten der Russischen Föderation. Darauf gehörte sie bis 2016 zur Regierungskommission für die Koordinierung der Aktivitäten der offenen Regierung.
An der Hochschule für Ökonomie (WSchE) lehrte Panfilowa von 2007 bis 2018 in der Fakultät für Angewandte Politologie und hielt Vorlesungen über Grundlagen der Antikorruptionspolitik und Strategie der Korruptionsbekämpfung. Mit dem WSchE-Rektor Jaroslaw Kusminow gründete sie 2009 das Studienprojekt-Laboratorium für Antikorruptionspolitik der WSchE, dessen Vizeleiterin und ab 2014 Leiterin sie war. Von den Studenten wurde sie 2012, 2013, 2015, 2016 und 2017 zur besten Dozentin der WSchE gewählt. Auch lehrte sie an der Business-Hochschule der MGU und an  der Russischen Akademie für Volkswirtschaft und Öffentlichen Dienst beim Präsidenten der Russischen Föderation. Im Fernsehkanal Doschd moderierte sie Antikorruptionssendungen.
Mit Anton Pominow und  Timon Kakabadse gründete Panfilowa 2021 das Büro für ethische Dilemmata mit ihr als Leiterin, das Firmen und gemeinnützige Organisationen über Probleme der Berufsethik berät.
Seit 2024 ist Panfilowa Kolumnistin der Nowaja gaseta. Ihre Kommentare und Interviews erscheinen regelmäßig in Wedomosti und Kommersant.